# الانتخابات البرلمانية والاستفتاء الألماني عام 1938
أُجريت انتخابات برلمانية في ألمانيا (بما في ذلك النمسا التي ضمتها ألمانيا مؤخرًا) في 10 أبريل 1938. وكانت هذه الانتخابات الأخيرة للرايخستاغ خلال الحكم النازي، واتخذت شكل استفتاء بسؤال واحد يسأل الناخبين عما إذا كانوا يوافقون على قائمة واحدة من المرشحين النازيين و11 مرشحًا مؤيدًا للنازية "ضيوفًا" للرايخستاغ الذي يضم 814 عضوًا،  بالإضافة إلى ضم النمسا مؤخرًا. بلغت نسبة المشاركة في الانتخابات رسميًا 99.6%، حيث صوت 99.1% بـ"نعم" في ألمانيا والنمسا.
أُجريت الانتخابات إلى حد كبير لحشد الدعم الرسمي من مقاطعة أوستمارك (النمسا) الجديدة، على الرغم من إجراء انتخابات أخرى على 41 مقعدًا في منطقة السوديت التي تم ضمها مؤخرًا في 4 ديسمبر. حصل مرشحو الحزب الوطني الاشتراكي الألماني و"ضيوفه" رسميًا على 97.32% من الأصوات. 
رست سفينة الرحلات البحرية "إم في فيلهلم جوستلوف"، التي اكتمل بناؤها مؤخرًا، في المياه الدولية قرب المملكة المتحدة لتكون مركز اقتراع عائمًا للمواطنين الألمان والنمساويين المقيمين في المملكة المتحدة. في 10 أبريل 1938، نُقل 1978 ناخبًا (من بينهم 806 نمساويين) من تيلبوري، شرق لندن. صوّت عشرة ناخبين فقط ضد الضم.

## نتائج

### ألمانيا

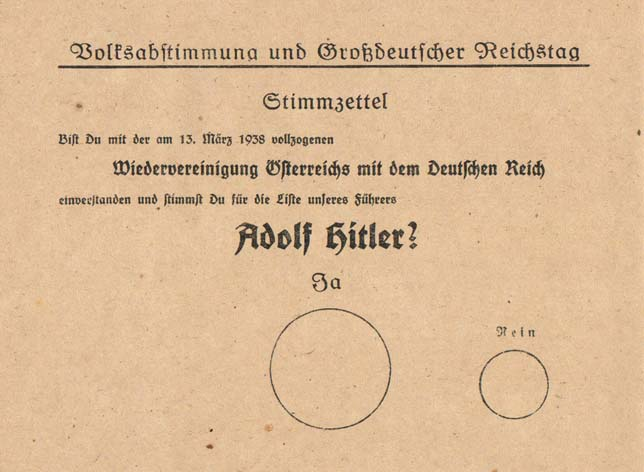
نص الاستفتاء: "هل توافق على إعادة توحيد النمسا مع الرايخ الألماني الذي تم في 13 مارس 1938 وهل تصوت لقائمة الفوهرر أدولف هتلر؟"

|                                 |                                 |            |        |         |
| الحزب                           | الحزب                           | الأصوات    | %      | المقاعد |
|                                 | الحزب النازي والضيوف            | 48٬905٬004 | 99.08  | 814     |
| ضد                              | ضد                              | 454٬952    | 0.92   | –       |
| المجموع                         | المجموع                         | 49٬359٬956 | 100.00 | 814     |
|                                 |                                 |            |        |         |
| الأصوات الصحيحة                 | الأصوات الصحيحة                 | 49٬359٬956 | 99.85  |         |
| الأصوات الباطلة والفارغة        | الأصوات الباطلة والفارغة        | 75٬667     | 0.15   |         |
| مجموع الأصوات                   | مجموع الأصوات                   | 49٬435٬623 | 100.00 |         |
| الناخبين المسجلين ومعدل الإقبال | الناخبين المسجلين ومعدل الإقبال | 49٬634٬569 | 99.60  |         |
| المصدر: Direct Democracy        |                                 |            |        |         |

### سوديتلاند

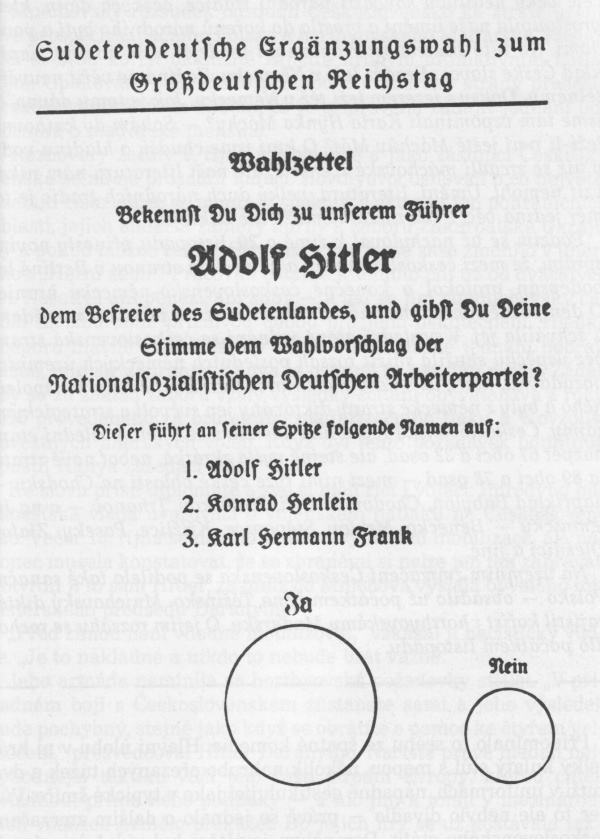
أُجريت انتخابات السوديت في 4 ديسمبر بعد ضم السوديت. وكانت آخر انتخابات تُجرى في ظل الحكم النازي.

| الحزب                           | الحزب                           | الأصوات   | %      | المقاعد |
| ------------------------------- | ------------------------------- | --------- | ------ | ------- |
|                                 | الحزب النازي والضيوف            | 2٬464٬681 | 98.90  | 41      |
| ضد                              | ضد                              | 27٬427    | 1.10   | –       |
| المجموع                         | المجموع                         | 2٬492٬108 | 100.00 | 41      |
|                                 |                                 |           |        |         |
| الأصوات الصحيحة                 | الأصوات الصحيحة                 | 2٬492٬108 | 99.78  |         |
| الأصوات الباطلة والفارغة        | الأصوات الباطلة والفارغة        | 5٬496     | 0.22   |         |
| مجموع الأصوات                   | مجموع الأصوات                   | 2٬497٬604 | 100.00 |         |
| الناخبين المسجلين ومعدل الإقبال | الناخبين المسجلين ومعدل الإقبال | 2٬532٬863 | 98.61  |         |
| المصدر: Direct Democracy        |                                 |           |        |         |

## عواقب
انعقد الرايخستاغ الجديد، آخر برلمان في الرايخ الألماني، لأول مرة في 30 يناير 1939، وانتخب هيئة رئاسة برئاسة هيرمان غورينغ. ولم ينعقد إلا سبع مرات أخرى، كان آخرها في 26 يوليو 1942؛ ومن بين الإجراءات التي أُقرت تجديد قانون التمكين لعام 1933 لأربع سنوات إضافية، وقانون يمنح هتلر سلطة الحياة والموت على كل مواطن.
في 25 يناير 1943، أجّل هتلر انتخابات الرايخستاغ الجديد إلى ما بعد الحرب، على أن تُجرى الانتخابات الافتتاحية بعد فترة انتخابية أخرى، وفي 30 يناير 1947، كانت الهيئة والدولة النازية قد انتهتا. كانت هذه آخر انتخابات تُجرى في ألمانيا الموحدة قبل عام 1990 بعد إعادة توحيد ألمانيا.
اعتبارًا من 2025، يعد الاستفتاء الألماني لعام 1938 هو الاستفتاء الفيدرالي الأخير الذي يُعقد في ألمانيا.

## روابط خارجية
- ملصق انتخابي لانتخابات واستفتاء الرايخستاغ في 10 أبريل 1938